# وارد وليامز
وارد وليامز (26 يونيو 1923 في الولايات المتحدة - 17 ديسمبر 2005 في الولايات المتحدة) (بالإنجليزية: Ward Williams)‏ هو لاعب كرة سلة أمريكي في مركز هجوم صغير الجسم. لعب مع ديترويت بيستونز.

## وصلات خارجية
- وارد وليامز على موقع إن بي أي (الإنجليزية)
- وارد وليامز على موقع سبورتس رفرنس (الإنجليزية)
- وارد وليامز على موقع كلية كرة السلة في سبورتس رفرنس.كوم (الإنجليزية)
- وارد وليامز على موقع ريلجم (الإنجليزية)
- وارد وليامز على موقع بروبوليرز (الإنجليزية)